# Graniczny Wierch
Graniczny Wierch (cz. Zadní Hraniční vrch, 711 m n.p.m.) – wzniesienie graniczne w Sudetach Środkowych, w Górach Bystrzyckich, w województwie dolnośląskim. Góra, szczyt położony w województwie dolnośląskim, w powiecie kłodzkim, w gminie Międzylesie, w obrębie geodezyjnym wsi Kamieńczyk.
Wzniesienie położone jest w południowej części Gór Bystrzyckich, około 600 m na południe od wsi Kamieńczyk.
Jest to kopulaste wzniesienie na rozległej wierzchowinie o łagodnych zboczach i płaskim mało zauważalnym obszernym wierzchołku, który wznosi się o niecałe 11 m ponad otaczającą go powierzchnię. Południowa strona wzniesienia znajduje się po czeskiej stronie, zbocza wzniesienia w partii szczytowej porośnięte są lasem świerkowym regla dolnego. Pozostałą część zboczy zajmują górskie łąki i pola uprawne. Przez szczyt wzniesienia przebiega granica kontynentalnego działu wód zlewisk morza Bałtyckiego i Północnego oraz przechodzi granica polsko-czeska.
Na wzniesieniu znajduje się punkt widokowy z panoramą na Góry Bystrzyckie, Kotlinę Kłodzką, Śnieżnik, Międzylesie, Igliczną, zabytkowy drewniany kościółek w Kamieńczyku.

## Szlaki turystyczne
Przez wierzchołek wzniesienia prowadzi szlak turystyczny:
- – fragment zielonego szlaku prowadzącego wzdłuż granicy, z Lesicy na Śnieżnik[3].